# Ministerium für Minderheiten (Israel)
Das Ministerium für Minderheiten wurde 1999 gebildet.

## Liste der Minister
| Minister                | Partei                   | Regierung | Amtsdauer                       | Fußnote |
| ----------------------- | ------------------------ | --------- | ------------------------------- | ------- |
| Bechor-Schalom Schitrit | Sfaradim weʿAdot Misrach |           | 12. April 1948 – 8. März 1949   |         |
| Mosche Katzav           | Likkud                   | 29.       | 18. Juni 1996 – 6. Juli 1999    |         |
| Salach Tarif            | ʿAvoda                   | 29.       | 7. März 2001 – 29. Januar 2002  |         |
|                         |                          |           |                                 |         |
| Avischai Brawerman      | ʿAvoda                   | 32.       | 31. März 2009 – 17. Januar 2011 |         |
| Schalom Simchon         | HaʿAtzmaʾut              | 32.       | 19. Januar 2011 – 18. März 2013 |         |